# 田所雅之
田所 雅之（たどころ まさゆき、1978年 - ）は、日本の実業家。関西学院大学経営戦略研究科客員教授。

## 経歴
2001年、関西学院大学経済学部卒業。2005年、アリゾナ州立大学退学。外資系コンサルタント会社勤務を経て、現在株式会社ベーシックCSO、株式会社ユニコーンファームCEO。

## 著書
- 『起業の科学』日経BP、2017年11月。ISBN 978-4822259754。

## 音声講義
- 「スタートアップ 入門」VOOX、2021年2月